# Mellow Mood
Mellow Mood est un groupe italien de reggae originaire de Pordenone, créé en 2005.

## Historique
Le groupe est créé à San Vito al Tagliamento en 2005. Ils enregistrent leur premier EP en 2006. Ils ont gagné le concours Italia Wave de Frioul-Vénétie Julienne en 2008 et l'année suivante, remporté le Reggae Contest italien parrainé par Rototom Sunsplash. Ils ont aussi participé au troisième European Reggae Contest.
Leur début officiel se fait en 2009 avec l'album Move !, produit par Paolo Baldini. Le groupe est formé des jumeaux Jacopo et Lorenzo Garzia, avec Federico Mazzolo à la batterie, Enrico Bernardini au claviers, Giulio Frausin (qui partage son temps entre Mellow Mood et un groupe acoustique folk, The Sleeping Tree) à la basse, et Stefano et Roberto Salmaso Dazzan aux cuivres.
Le nom du groupe est une référence à un single de Bob Marley sorti en 1967.

## Composition

### Membres actuels
- Jacopo Garzia - chant, guitare
- Lorenzo Garzia - chant, guitare
- Antonio Cicci - batterie (depuis 2015)
- Giulio Frausin - basse, chant
- Filippo Buresta - claviers (depuis 2011)

### Membres fondateurs
- Romeo Enrico Bernardini - clavier (jusqu'à 2011)
- Stefano Salmaso - saxophone (jusqu'à 2012)
- Roberto Dazzan - trompette (jusqu'à 2013)

## Discographie

### Albums
- 2009 - Move!
- 2012 - Well Well Well
- 2014 - Twinz
- 2015 - 2 the World
- 2018 - Large
- 2022 - Mañana
- 2025 - 7

### Singles
- 2010 - Dance inna babylon
- 2010 - Only You
- 2012 - Inna Jail
- 2012 - She's So Nice
- 2012 - Refugee
- 2012 - Free Marijuana ft Damas
- 2013 - Show Us
- 2013 - Do mi Thing
- 2013 - Informers ft Kg Man
- 2013 - Dig Dig Dig
- 2013 - Extra Love ft Tanya Stephens
- 2014 - Inna Jamaica ft Richie Campbell
- 2015 - Inna Jamaica pt.2 ft Hempress Sativa & Forelock
- 2015 - Criminal ft Andrew I

### Collaborations
- 2010 - Sensi (Africa Unite)
- 2012 - Nel giardino dei fantasmi (Tre Allegri Ragazzi Morti)
- 2016 - Justice (Dub Inc)
- 2022 - Just One (Quartiere Coffee)
- 2024 - Friend Dem (Jahneration)

## Récompenses et distinctions
- 2009 - Italian Reggae Contest de Rototom Sunsplash.

## Crédit d'auteurs
- (it) Cet article est partiellement ou en totalité issu de l’article de Wikipédia en italien intitulé « Africa Unite » (voir la liste des auteurs).